# Precedents de la Supercopa d'Espanya
Durant les dècades del 1940 i 1950 es disputaren diversos tornejos que poden considerar-se precedents de l'actual Supercopa d'Espanya. Aquests tornejos foren: la Copa de Campions, la Copa d'Or Argentina i la Copa María Eva Duarte de Perón.

## Copa de Campions
És la primera competició predecessora de l'actual supercopa. La disputaren l'any 1940 l'Atlético de Aviación, campió de lliga, i l'Espanyol, campió de copa. A Barcelona empataren a 3 i a Madrid l'Espanyol en sortí derrotat per 7 a 1, resultant vencedor l'Atlético de Aviación (actual Atlètic de Madrid).
| Any       | Campió            | Subcampió    | Resultat  |
| --------- | ----------------- | ------------ | --------- |
| 1939-1940 | Atlético Aviación | RCD Espanyol | 3-3 i 7-1 |

## Copa President de la RFEF
La Copa President de la Federació Espanyola de Futbol fou un torneig oficial, organitzat per la Reial Federació Espanyola de Futbol, disputat l'any 1941 (tot i que el darrer partit es disputà el 1947), entre els primers classificats de la lliga i la copa, Atlético Aviación, Athletic de Bilbao, València i Barcelona.
| Any       | Campió            | Subcampió   | Resultat |
| --------- | ----------------- | ----------- | -------- |
| 1941-1947 | Atlético Aviación | València CF | lligueta |

## Copa d'Or Argentina
El 1945, el cònsol de l'Argentina a Barcelona va oferir una copa d'or valorada en 60.000 pessetes perquè fos disputada entre els campions de lliga i copa. El torneig s'anomenà per tant, Copa d'Or Argentina. Jugaren un partit benèfic ambdós clubs a Les Corts per disputar-se el trofeu resultant vencedor el FC Barcelona en un gran partit amb el resultat final de FC Barcelona 5 - Athletic de Bilbao 4.
| Any       | Campió       | Subcampió     | Resultat |
| --------- | ------------ | ------------- | -------- |
| 1944-1945 | FC Barcelona | Athletic Club | 5-4      |

## Copa María Eva Duarte de Perón
L'any 1947 el torneig entra a formar part del calendari de la Federació Espanyola i s'anomenà Torneig María Eva Duarte de Perón, ja que el trofeu fou donat per l'esposa del llavors president de la República Argentina. La competició es disputà fins a la temporada 1952-1953, a causa del traspàs, el 1952, de María Eva Duarte de Perón.
| Any  | Estadi                 | Campió             | Subcampió                      | Resultat                       |
| ---- | ---------------------- | ------------------ | ------------------------------ | ------------------------------ |
| 1947 | Chamartín (Madrid)     | Real Madrid        | València CF                    | 3-1                            |
| 1948 | Mestalla (València)    | FC Barcelona       | Sevilla CF                     | 1-0                            |
| 1949 | Metropolitano (Madrid) | València CF        | FC Barcelona                   | 7-4                            |
| 1950 | Chamartín (Madrid)     | Athletic de Bilbao | Atlético de Madrid             | 5-5 i 2-0                      |
| 1951 | Chamartín (Madrid)     | Atlético de Madrid | FC Barcelona                   | 2-0                            |
| 1952 | ---                    | FC Barcelona       | El Barcelona guanyà el doblet. | El Barcelona guanyà el doblet. |
| 1953 | ---                    | FC Barcelona       | El Barcelona guanyà el doblet. | El Barcelona guanyà el doblet. |

## Palmarès
- 4 títols: FC Barcelona
- 3 títols: Atlètic de Madrid
- 1 títol: Reial Madrid, València CF, Athletic Club